# Selaginella stipulata
Selaginella stipulata är en mosslummerväxtart som först beskrevs av Carl Ludwig von Blume, och fick sitt nu gällande namn av Antoine Frédéric Spring. Selaginella stipulata ingår i släktet mosslumrar, och familjen mosslummerväxter. Inga underarter finns listade i Catalogue of Life.